# Campionati europei di karate 1979
La 14ª edizione del campionato europeo di karate si è disputata ad Helsinki nel 1979. Hanno preso parte alla competizione 240 karateka provenienti da 17 paesi.

## Campioni d'Europa
Campioni nella specialità Kumite:
| Categoria              | Vincitore       |
| Fino a 65 kg maschile  | Roberto De Luca |
| Fino a 70 kg maschile  | Gonzales        |
| Fino a 75 kg maschile  | Fred Royers     |
| Fino ad 80 kg maschile | Otti Roethoff   |
| Oltre 80 kg maschile   | Reeberg         |
| Open maschile          | Carbila         |
| Squadre maschili       | Paesi Bassi     |